# Cecil Roth
Cecil Roth (Londres, 1899 – Jerusalén, 1970) fue un historiador y un académico británico de religión judaica.

## Vida
Estudió en la Universidad de Oxford donde se doctoró en 1924, fue profesor asistente en Estudios Judaicos en Oxford entre 1939 y 1964. Después fue profesor visitante en la Universidad Bar-Ilan, en Israel (1964–1965), y en la City University of New York (1966–1969).
Fue editor de la Encyclopaedia Judaica desde 1965 hasta su muerte.

## Obra
Su obra la componen más de 600 publicaciones, incluyendo:
- Life of Menasseh Ben Israel (Filadelfia, 1934);
- Roth Haggadah (1934);
- Magna Bibliotheca Anglo-Judaica: a Bibliographical Guide to Anglo-Jewish History (Londres, 1937);
- Anglo-Jewish Letters, 1158-1917 (Londres, 1938);
- History of the Great Synagogue (of London), available online,[1] as part of the Susser Archive of JCR-UK;
- The Jewish Contribution to Civilization (Nueva York 1941);
- History of the Jews in England (Oxford, 1941);
- History of the Jews in Italy (Filadelfia, 1946);
- History of the Marranos (Filadelfia, 1946);
- The Rise of Provincial Jewry (Oxford, 1950), available online,[2] as part of the Susser Archive of JCR-UK;
- History of the Jews (initially published as A Bird's-Eye View of Jewish History) (1954);
- The Jews in the Renaissance (Filadelfia, 1959);
- Jewish Art (1961);
- The Dead Sea Scrolls (1965).